# Оркенієт (Бірліцький сільський округ)
Оркеніє́т (каз. Өркениет) — село у складі Мактааральського району Туркестанської області Казахстану. Входить до складу Бірліцького сільського округу.
Станом на 2009 рік село називалось Жанаталап.
Населення — 1193 особи (2021; 1567 у 2009, 1162 у 1999, 83 у 1989).